# Velika nagrada Sahira 2020
Velika nagrada Sahira 2020 je šestnajsta dirka Svetovnega prvenstva Formule v sezoni 2020. Odvijala se je 6. decembra 2020 na dirkališču Bahrain International Circuit, kjer je potekala kot druga dirka zapored, toda na skrajšani konfiguraciji steze. Zmagal je Sergio Pérez, Racing Point-BWT Mercedes, drugo mesto je osvojil Esteban Ocon, Renault, tretji pa je bil Lance Stroll, Racing Point-BWT Mercedes. Za Péreza in za moštvo Racing Point je to prva zmaga v Formuli 1.

## Rezultati

### Kvalifikacije
| Poz  | Št | Dirkač             | Konstruktor               | 1. del   | 2. del   | 3. del   | Št. m. |
| ---- | -- | ------------------ | ------------------------- | -------- | -------- | -------- | ------ |
| 1    | 77 | Valtteri Bottas    | Mercedes                  | 0:53,904 | 0:53,803 | 0:53,377 | 1      |
| 2    | 63 | George Russell     | Mercedes                  | 0:54,160 | 0:53,819 | 0:53,403 | 2      |
| 3    | 33 | Max Verstappen     | Red Bull Racing-Honda     | 0:54,037 | 0:53,647 | 0:53,433 | 3      |
| 4    | 16 | Charles Leclerc    | Ferrari                   | 0:54,249 | 0:53,825 | 0:53,613 | 4      |
| 5    | 11 | Sergio Pérez       | Racing Point-BWT Mercedes | 0:54,236 | 0:53,787 | 0:53,790 | 5      |
| 6    | 26 | Daniil Kvjat       | AlphaTauri-Honda          | 0:54,346 | 0:53,856 | 0:53,906 | 6      |
| 7    | 3  | Daniel Ricciardo   | Renault                   | 0:54,388 | 0:53,871 | 0:53,957 | 7      |
| 8    | 55 | Carlos Sainz Jr.   | McLaren-Renault           | 0:54,450 | 0:53,818 | 0:54,010 | 8      |
| 9    | 10 | Pierre Gasly       | AlphaTauri-Honda          | 0:54,207 | 0:53,941 | 0:54,154 | 9      |
| 10   | 18 | Lance Stroll       | Racing Point-BWT Mercedes | 0:54,595 | 0:53,840 | 0:54,200 | 10     |
| 11   | 31 | Esteban Ocon       | Renault                   | 0:54,309 | 0:53,995 |          | 11     |
| 12   | 23 | Alexander Albon    | Red Bull Racing-Honda     | 0:54,620 | 0:54,026 |          | 12     |
| 13   | 5  | Sebastian Vettel   | Ferrari                   | 0:54,301 | 0:54,175 |          | 13     |
| 14   | 99 | Antonio Giovinazzi | Alfa Romeo Racing-Ferrari | 0:54,523 | 0:54,377 |          | 14     |
| 15   | 4  | Lando Norris       | McLaren-Renault           | 0:54,194 | 0:54,693 |          | 19     |
| 16   | 20 | Kevin Magnussen    | Haas-Ferrari              | 0:54,705 |          |          | 15     |
| 17   | 6  | Nicholas Latifi    | Williams-Mercedes         | 0:54,796 |          |          | 16     |
| 18   | 89 | Jack Aitken        | Williams-Mercedes         | 0:54,892 |          |          | 17     |
| 19   | 7  | Kimi Räikkönen     | Alfa Romeo Racing-Ferrari | 0:54,963 |          |          | 18     |
| 20   | 51 | Pietro Fittipaldi  | Haas-Ferrari              | 0:55,426 |          |          | 20     |
| Vir: |    |                    |                           |          |          |          |        |

### Dirka
| Poz  | Št | Dirkač             | Konstruktor               | Krogi | Čas/Odstop    | Št. m. | Toč |
| ---- | -- | ------------------ | ------------------------- | ----- | ------------- | ------ | --- |
| 1    | 11 | Sergio Pérez       | Racing Point-BWT Mercedes | 87    | 1:31:15,114   | 5      | 25  |
| 2    | 31 | Esteban Ocon       | Renault                   | 87    | +10,518       | 11     | 18  |
| 3    | 18 | Lance Stroll       | Racing Point-BWT Mercedes | 87    | +11,869       | 10     | 15  |
| 4    | 55 | Carlos Sainz Jr.   | McLaren-Renault           | 87    | +12,580       | 8      | 12  |
| 5    | 3  | Daniel Ricciardo   | Renault                   | 87    | +13,330       | 7      | 10  |
| 6    | 23 | Alexander Albon    | Red Bull Racing-Honda     | 87    | +13,842       | 12     | 8   |
| 7    | 26 | Daniil Kvjat       | AlphaTauri-Honda          | 87    | +14,534       | 6      | 6   |
| 8    | 77 | Valtteri Bottas    | Mercedes                  | 87    | +15,389       | 1      | 4   |
| 9    | 63 | George Russell     | Mercedes                  | 87    | +18,556       | 2      | 3   |
| 10   | 4  | Lando Norris       | McLaren-Renault           | 87    | +19,541       | 19     | 1   |
| 11   | 10 | Pierre Gasly       | AlphaTauri-Honda          | 87    | +20,527       | 9      |     |
| 12   | 5  | Sebastian Vettel   | Ferrari                   | 87    | +22,611       | 13     |     |
| 13   | 99 | Antonio Giovinazzi | Alfa Romeo Racing-Ferrari | 87    | +24,111       | 14     |     |
| 14   | 7  | Kimi Räikkönen     | Alfa Romeo Racing-Ferrari | 87    | +26,153       | 18     |     |
| 15   | 20 | Kevin Magnussen    | Haas-Ferrari              | 87    | +32,370       | 15     |     |
| 16   | 89 | Jack Aitken        | Williams-Mercedes         | 87    | +33,674       | 17     |     |
| 17   | 51 | Pietro Fittipaldi  | Haas-Ferrari              | 87    | +36,858       | 20     |     |
| Ods  | 6  | Nicholas Latifi    | Williams-Mercedes         | 52    | Puščanje olja | 16     |     |
| Ods  | 33 | Max Verstappen     | Red Bull Racing-Honda     | 0     | Trčenje       | 3      |     |
| Ods  | 16 | Charles Leclerc    | Ferrari                   | 0     | Trčenje       | 4      |     |
| Vir: |    |                    |                           |       |               |        |     |